# 2015年夏季ユニバーシアード
2015年夏季ユニバーシアード（XXVIII Summer Universiade）は、2015年に大韓民国・光州で行われた第28回夏季ユニバーシアードである。

## 大会開催までの経緯
光州、エドモントン、台北の3都市が2015年大会の開催地に立候補し、2009年5月23日の理事会にて決定した。韓国での夏季大会開催は2003年以来12年ぶり2度目。光州は2013年にも立候補して落選しており、2度目の挑戦で成就した。

## 開催競技
- ウォータースポーツ
  - 飛込競技 (詳細)
  - 競泳 (詳細)
  - 水球 (詳細)
- 陸上競技 (詳細)
- 弓術 (詳細)
- バドミントン (詳細)
- 野球 (詳細)
- バスケットボール (詳細)
- フェンシング (詳細)
- ゴルフ (詳細)
- ハンドボール (詳細)
- サッカー (詳細)
- 体操 (詳細)
  - 体操競技 (詳細)
  - 新体操 (詳細)
- 柔道 (詳細)
- ボート競技 (詳細)
- 射撃競技 (詳細)
- 卓球 (詳細)
- テコンドー (詳細)
- テニス (詳細)
- バレーボール (詳細)

## メダルランキング
| 順 | 国・地域             | 金 | 銀 | 銅 | 計  |
| -- | -------------------- | -- | -- | -- | --- |
| 1  | 韓国                 | 47 | 32 | 29 | 108 |
| 2  | ロシア               | 34 | 39 | 49 | 122 |
| 3  | 中国                 | 34 | 22 | 16 | 72  |
| 4  | 日本                 | 25 | 25 | 35 | 85  |
| 5  | アメリカ合衆国       | 20 | 15 | 18 | 53  |
| 6  | フランス             | 13 | 9  | 8  | 30  |
| 7  | イタリア             | 11 | 14 | 17 | 42  |
| 8  | ウクライナ           | 8  | 17 | 6  | 31  |
| 9  | イラン               | 7  | 2  | 6  | 15  |
| 10 | チャイニーズタイペイ | 6  | 12 | 18 | 36  |